# جامپیی لیدا
جامپیی لیدا (انگلیسی: Jumpei Iida؛ زادهٔ ۱۴ اوت ۱۹۸۱) یک داور فوتبال اهل ژاپن است.
وی در رقابتهای جی‌لیگ و ای‌اف‌سی کاپ و جام حذفی فوتبال انگلستان قضاوت کرده‌است.